# 卡維納里國家自然公園
卡維納里國家自然公園（西班牙語：Parque nacional natural Cahuinarí），是哥倫比亞的國家公園，位於該國東南部亞馬遜省，成立於1986年，面積5,755平方公里，該區泥土含有大量鋁和鐵等礦物。